# Camille-Christophe Gerono
Camille-Christophe Gerono (ur. 1799 w Paryżu, zm. 1891 tamże) – matematyk francuski, specjalizujący się w geometrii. 
Był twórcą lemniskaty Gerona i współzałożycielem pisma Nouvelles Annales de Mathématiques.